# Баган (Баганський район)
Баган — село в Новосибірській області Росії, адміністративний центр Баганського району та Баганської сільради.
Площа села — 411 гектарів. Чисельність населення — 5 510 чол.
Баган розташований в південній частині Барабинської низовини на річці Баган, за 360 кілометрах на північний захід від Новосибірська, за 40 кілометрів на південний схід від міста Купине, за 60 кілометрів на північний захід від міста Карасук.

## Назва
Село отримало свою назву через річку Баган, поруч з якою знаходиться село. Походження назви річки невідомо. В тюркських мовах є слово «Баган» — стовп. В російській мовою є слово «багно» — низьке, топке місце (на користь цієї версії говорить те, що річка частиною тече по болотистій місцевості).